# آرثر سولزبرجر
آرثر سولزبرجر (بالإنجليزية: Arthur Hays Sulzberger)‏ (12 سبتمبر، 1891-11 ديسمبر، 1968) ناشر وصحفي أمريكي يهودي. ولد في مدينة نيويورك لعائلة يهودية مرموقة، وتزوج من ابنة أدولف أوكس مالك وناشر جريدة النيويورك تايمز التي حولها من شركة متعثرة إلى إحدى أهم وأكبر الصحف في الولايات المتحدة والعالم، وعندما مات ناشر الجريدة (أوكس) أصبح سولزبرجر ناشر الجريدة ورئيس شركة نيويورك تايمز.
بعد تأسيس إسرائيل تبنت عائلة سولزبرجر وجريدة نيويورك تايمز موقفاً مؤيداً لإسرائيل.
وقد أعربت الجريدة على صفحاتها عن ضرورة إقامة تحالف واسع معاد للاتحاد السوفيتي في الشرق الأوسط يجمع بين إسرائيل والنظم العربية، لذلك انتقدت احتلال إسرائيل للأراضي العربية، والذي يشكل عقبة أمام هذا التحالف، كما كانت الصحيفة تنشر الجرائم الإسرائيلية ضد العرب تدعيما لموقفها.

## روابط خارجية
- آرثر سولزبرجر على موقع الموسوعة البريطانية (الإنجليزية)
- آرثر سولزبرجر على موقع مونزينجر (الألمانية)
- آرثر سولزبرجر على موقع إن إن دي بي (الإنجليزية)